# Фернандан
Фернанда́н (порт. Fernandão, полное имя Ферна́ндо Лу́сио да Ко́ста (порт. Fernando Lúcio da Costa); 18 марта 1978, Гояния, Гояс — 7 июня 2014, близ Аруанана, Гояс) — бразильский футболист. Лучший игрок и капитан бразильского «Интернасьонала» в 2006 году (приз фирмы «Toyota» за финальные матчи Кубка Либертадорес). Помог «Интеру» стать лучшим клубом планеты 2006 года благодаря победе на клубном чемпионате мира ФИФА. Также известен по выступлениям за «Гояс», «Олимпик» (Марсель), «Сан-Паулу». Провёл один матч за сборную Бразилии.

## Биография
Фернандан начал карьеру в главной команде своего штата, «Гоиясе», в 1997 году. В 2000 году он отправился во Францию, где выступал четыре года. В 2004 году футболист вернулся в Бразилию, в один из самых знаменитых клубов страны — «Интернасьонал». В следующем году Фернандан помог своему клубу занять второе место в чемпионате страны и выиграть чемпионат штата. Удачную игру футболиста отметили тренеры сборной Бразилии — в дебютном матче против Гватемалы Фернандан отметился результативной передачей на Фреда.
Отлично сложился для футболиста 2006 год. «Интернасьонал» впервые в своей истории выиграл Кубок Либертадорес, а Фернандан, ставший капитаном клуба, забил пять мячей в этом турнире. Также он был признан лучшим игроком финального противостояния против «Сан-Паулу», за что и получил в качестве приза автомобиль Toyota. После победы футболист продлил контракт с клубом до 2009 года.
В декабре 2006 года Фернандан вместе с командой стал победителем Клубного чемпионата мира. Футболист продемонстрировал свою универсальность, играя на позиции как атакующего, так и опорного полузащитника. В финальном матче против «Барселоны» получил травму и был вынужден уйти с поля во втором тайме. Вышедший ему на замену Адриано Габиру забил победный гол.
Фернандан, будучи капитаном, покинул «Интернасьонал» в середине 2008 года. Отыграв сезон в чемпионате Катара, футболист вернулся в Бразилию, в клуб, в котором начиналась его карьера — «Гояс». В 2010—2011 годах выступал за «Сан-Паулу». 19 июля 2011 года было объявлено о назначении Фернандана на должность технического директора «Интернасьонала».
20 июля 2012 года возглавил «Интернасьонал» в качестве главного тренера, проработал в этом качестве до 20 ноября того же года. В апреле 2014 года принял участие в праздничных торжествах по случаю открытия обновлённого стадиона «Интера» «Бейра-Рио».
7 июня 2014 года Фернандан погиб при крушении вертолёта неподалёку от Аруананы в штате Гояс. У Фернандана остались жена Фернанда и двое детей.

## Титулы
- Чемпион штата Риу-Гранди-ду-Сул (1): 2005
- Чемпион штата Гояс (5): 1996, 1997, 1998, 1999, 2000
- Обладатель Кубка Центрально-западного региона (2): 2000, 2001
- Чемпион Катара (1): 2008/09
- Обладатель Кубка Эмира Катара (1): 2009
- Обладатель Кубка Либертадорес (1): 2006
- Обладатель Рекопы (1): 2007
- Победитель Клубного чемпионата мира (1): 2006
- Победитель Кубка Дубая (1): 2008